# カニエレ湖
カニエレ湖（カニエレこ、英語: Lake Kaniere）は、ニュージーランド南島ウェスト・コースト地方にある氷河湖。水深はほぼ200メートルに達し、三方を山々と成熟したリムノキの森林に囲まれている。ウェスト・コースト地方で最も美しい湖とされており、ツーリズムやレジャーの行き先地として人気である。

## 地理
カニエレ湖はホキティカの南東19キロメートル 、2つの山脈の間に位置している。22平方キロメートルの面積はウェスト・コースト地方の湖の中ではブルンナー湖に次ぐ広さである。南北に長く、長さ8キロメートル、幅2キロメートルで、最大深度は195メートルである 。グラハム山とアップライト山（テ・タウマタ・オ・ウエカヌク）は湖の西岸にあり、トゥフア山は東岸にある。面積7,000ヘクタールのカニエレ湖景観保護区内に位置する。
ホキティカからの道路は湖の北岸「ザ・ランディング」で分岐している。そのうちドロシー・フォールズ・ロードはハンズベイを過ぎると湖の東岸全体を走ってスティックス川へと向かい、もう一方の道は西へ少し行ってサニーバイトへと向かう。4時間を要するハイキングコースは湖の西側を下り続けてドロシー・フォールズ・ロードに合流する。カニエレ湖畔にある家のほとんどは別荘であり、 ハンズベイには自然保護局 (DOC) のキャンプ場がある。

## 地質
カニエレ湖は、西海岸の他の多くの湖と同様に、14,000年前の最終氷期に氷河の作用により誕生した。現在は北端からカニエレ川が流出してタスマン海に注いでいるが、かつては南端が出口でスティックス川に注いでいた。この出口が地滑りによって塞がれたため、水の流れは北へと転換した。

## 動物相
湖に流れ込む小川には、コモンブリー、オオウナギ、バンデッドココプ、ジャイアントココプなど数種の在来魚が生息している。過去に行われた放流によって、湖に生息する魚のほとんどはブラウントラウトかパーチである。また、湖やその周辺ではシロハラコビトウ、カワウ、ニュージーランドスズガモ、クロアカツクシガモ、プケコなどの多くの在来の鳥種も見られる。稀にマミジロカルガモも確認される。 湖より南のスティックス川には数組のアオヤマガモのつがいが生息している。周囲の森には、キガシラアホハシインコ、ニュージーランドアオバズク、ミドリイワサザイ、ニュージーランドムシクイ、時おりミヤマオウムなどが見られる。
マオリの初期の移住者がやってきた頃には、湖の周辺に多数のカカポが見かけられていた。

## 植物相
カニエレ湖景観保護区の大部分は成長したリムノキで形成されており、ウェスト・コースト地方中部で最も生態学的に重要な平地林のあるエリアのひとつとみなされている。そのリムノキの森林の構成は多様で、アウトウォッシュにより形成された台地ではラタ(Metrosideros)とカイカワカ(Libocedrus bidwillii)などが見られ、斜面ではリポゴヌム(Ripogonum scandens)、キエキエ(Freycinetia banksii)、ミロ(Prumnopitys ferruginea)が多く生育している。湿地帯ではマノアオ(Manoao colensoi)、カイカワカ、カヒカテア(Dacrycarpus dacrydioides)などの樹種も見られる。

## 人間との関わり

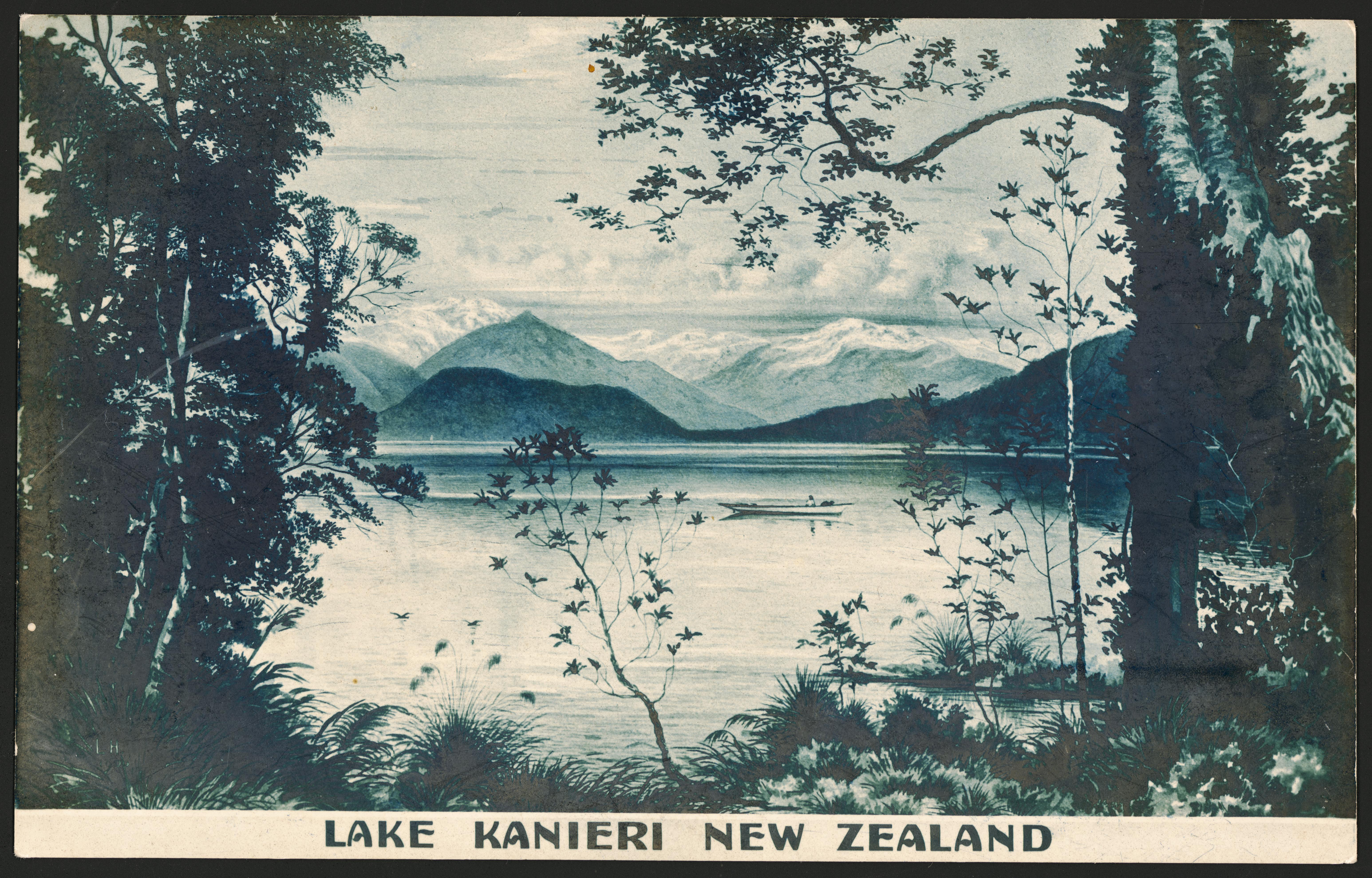
ツーリズムのポストカード(1910)

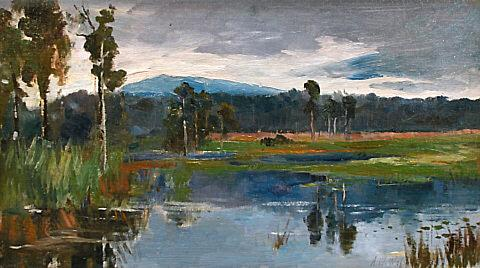
アルフレッド・ウォルシュ(1859–1916)による絵画

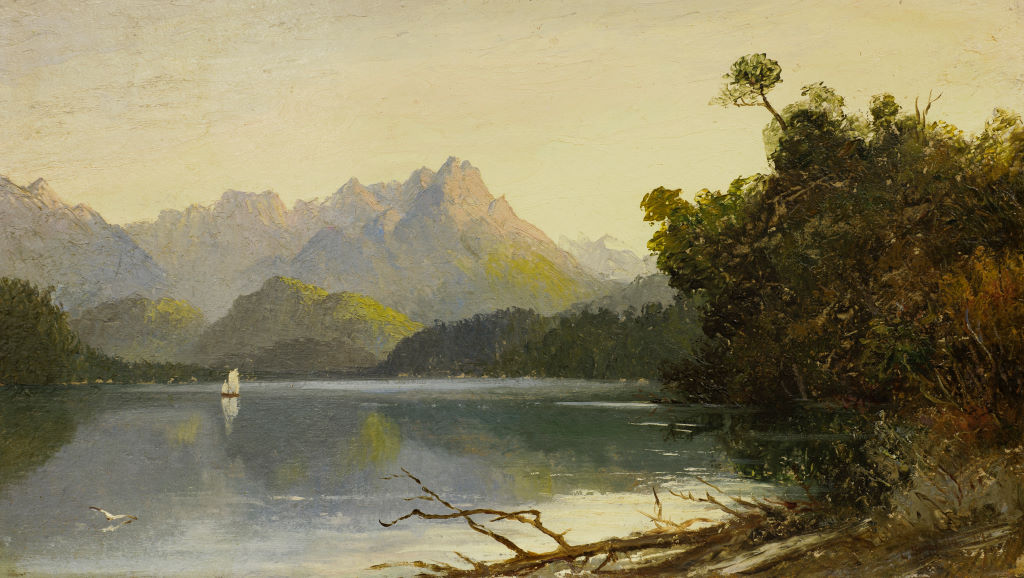
チャールズ・ブロムフィールド (1848–1926)による絵画

ヨーロッパ人の到来以前、カニエレ湖はマオリの重要なマヒンガ・カイ（食料調達地）であり、オオウナギとクイナが湖とその周辺での最も重要な食料資源だった。
1909年、ロス金鉱のポンプ設備に電力を供給するため、15,000ポンドをかけてカニエレ川に小さな水力発電所が建設された 。湖の北端にある堰の近くで取水された水は、トンネルと水路を9キロメートル流れ、最大520キロワットを出力する一対の発電所へと送られる。この水路はもともとカニエレ地域での金のスルーシングに使われていた。木製水路として最も有名だったジョンソン水路は1973年に崩壊し、土塁に置き換えられた。カニエレ・フォークス発電所はその後、リムのゴールドドレッジに電力を供給し、1931年以降はホキティカ専用の発電所となり、現在では年間3.75ギガワット時の電力を町に供給している。水路に沿って、ウェスト・コースト・ウィルダネス・トレイルの一部である3時間を要する遊歩道が走っている。
カニエレ湖はキャンプ、ピクニック、ジェットボート、ジェットスキー、水上スキーなどのレジャーに人気の場所である。時おりヌーディストが裸で泳ぐために利用する。ニュージーランドでは、ヌーディストの利用が周知されたビーチでのヌードはすべて合法であるため、公式のヌーディストビーチは存在しない。また、ホキティカの主要な水源でもある。